# Elšad Gadašev
Elšad Gadašev (en russe : Эльшад Эльдарович Гадашев), né le 1er mai 1968 à Bakou, dans la République socialiste soviétique d'Azerbaïdjan, est un ancien joueur soviétique de basket-ball, évoluant au poste d'ailier.

## Palmarès
- 3e du championnat d'Europe 1989